# Maren Aardahl
Maren Nyland Aardahl (født 2. marts 1994 i Trondheim) er en kvindelig norsk håndboldspiller, som spiller for Odense Håndbold i Damehåndboldligaen og Norges kvindehåndboldlandshold.
Hun fik officiel debut på det norske A-landshold den 10. oktober 2021 mod Slovenien og blev også udtaget til VM i håndbold 2021 i Spanien.
Aardahl har, udover professionel håndbold, også deltaget ved diverse EM- og VM-slutrunder i strandhåndbold for Norge.
Hun var også med til at blive verdensmester med Norge ved VM i kvindehåndbold 2021 i Spanien, efter finalesejr over Frankrig, med cifrene 29-22.